# Husleje
Husleje er en månedlig betaling til en ejer som betaling for lejelejlighed, leje af værelse, leje af villa eller lign. Huslejen kan være med eller uden betaling for vand, el og varme.
Størrelsen af huslejen kan variere meget. Væsentlige faktorer er størrelse af bolig, stand og type af lejemål. Samtidig kan det have betydning hvor lejemålet er beliggende, samt hvad der hører med til lejemålet (det kan være altan, kælderrum, m.m.).
For lejemål, der benyttes til bolig, fastsættes lejens størrelse efter en række forskellige metoder: For lejemål der er opført efter 31.12.1991 er der fri leje, dvs. ingen huslejeregulering. Det forudsætter dog, at det er beskrevet i lejekontrakten for lejemålet, at lejemålet er undtaget fra reglerne om huslejeregulering idet lejemålet er nyopført.
For de fleste ejendomme vil det være reglerne om omkostningsbestemt husleje og det lejedes værdi som er afgørende for huslejens størrelse. 
Der findes undtagelser fra omkostningsbestemt leje, hvis udlejer f.eks. har foretaget større istandsættelse eller renovering af ejendommen, hvormed der kan udlejes efter lejelovens § 19, stk. 2, som tillader en lidt højere leje end ved almindelig omkostningsbestemt leje.
Man kan nu få en forhåndgodkendelse af husleje, som ikke kan indbringes for huslejenævnet. Dette har man kunnet siden den 1. april 2013, hvor prisen på en forhåndsgodkendelse kostede 3500 kroner. I 2015 kom der nye regler. Reglerne satte prisen ned på en forhåndsgodkendelse til 514 kroner, mens prisen for at indbringe en  sag for huslejenævnet steg til 318 kroner.
Hvis man skal lave en huslejestigning, så kan det begrundes i den almindelige prisudvikling. Den årlige huslejestigning skal følge nettoprisindekset fra Danmarks Statistik. En huslejestigning kan også ske med udgangspunkt i det lejedes værdi, hvis lejemålets stand er mere værd end det man betaler i leje nu.  
Almene boliger fastsætter leje ud fra andre regelsæt, end hvis der er tale om en privat ejet bolig som udlejes.